# 覺華寺
覺華寺位於四川省涼山州冕寧縣，文物遺址年代判定為清。2012年7月16日公佈為第八批四川省文物保護單位。
覺華寺位於四川省涼山彝族自治州冕寧縣宏模鄉文家屯村。坐西向東，建於清雍正四年（1726）。復四合院佈局，由戲樓、祖師殿、藥王殿、大佛殿、玉皇殿和兩側廂房組成，建築面積1800平方米。戲樓穿鬥式土木結構，重簷歇山頂。面闊7間28.4米，進深5柱7.8米，通高5米，素面台基高1.3米。祖師殿穿鬥式木結構和台梁式木結構相結合，面闊5間20米，進深5柱7.5米，通高3米，素面台基高1.5米。中間兩列為台梁式木結構，有左右耳房2間。藥王殿穿鬥式木結構和台梁式木結構相結合，面闊5間20米，進深5柱7.8米，通高7米，親面台基高0.4米。中間兩列為台梁式木結構。有左右耳房2間。大佛殿穿鬥式木結構和台梁式木結構相結合，面闊5間20米，進深9柱11.9米，中間兩列為台梁式木結構。有左右耳房2間。玉皇殿穿鬥式木結構和台梁式木結構相結合，面闊5間20米，進深9柱11.9米，中間兩列為台梁式木結構，北面有耳房一間。左右廂房寬窄不一，靠東寬，向西窄。左右廂房共計14間。建築佈局緊湊嚴謹，精巧合理，戲樓與4座大殿木構架均與南北廂房木柱穿鬥在一起，構成4坐結構精嚴的天井。覺華寺歷史悠久、形制完整、規模宏大，尤其是戲樓木雕雕刻精美，是涼山彝族自治州保存最完好的清代戲樓之一。